# ریکی پیرس
ریکی پیرس (انگلیسی: Ricky Pierce؛ زادهٔ ۱۹ اوت ۱۹۵۹) بازیکن بسکتبال اهل ایالات متحده آمریکا است.
از باشگاه‌هایی که در آن بازی کرده‌است می‌توان به گلدن استیت واریرز، نیو اورلینز پلیکانز، میلواکی باکس، لس آنجلس کلیپرز، ایندیانا پیسرز، سیاتل سوپرسانیکس، شارلوت هورنتس، دنور ناگتس، و دیترویت پیستونز اشاره کرد.